# Comic House
Comic House is een organisatie van stripmakers, cartoonisten en animatoren, opgericht in 1984 in Amsterdam. Het collectief bestaat uit een kleine 100 zelfstandige auteurs die hun talenten en krachten hebben gebundeld. Sinds 1984 worden de zakelijke en creatieve belangen van deze creatieve groep vanuit de centrale vestiging in Amsterdam behartigd.

## Geschiedenis
Het idee voor Comic House ontstond in 1984 toen striptekenaars en schoolvrienden Marcel Bosma en Hans Buying een lang gekoesterd plan in vervulling lieten gaan: een studio in Amsterdam. Ruim 20 collega's uit de directe omgeving van de beide tekenaars reageerden enthousiast op het idee om zich gezamenlijk onder de naam Comic House te presenteren.
Met de komst van een Amiga computer in 1987, begon animatie binnen de studio een grotere rol te spelen. In 1988 maakte Hans Buying de leader voor het VPRO programma De Brillekoker. Dit experiment trok de aandacht van Hanco Kolk en Peter de Wit, die met plannen liepen om hun populaire strip Mannetje & Mannetje voor televisie te bewerken. Hans Buying bedacht een simpele maar doeltreffende manier om de serie met beperkte middelen op de buis te krijgen. De VPRO zond de serie drie seizoenen lang uit. Mannetje & Mannetje wordt nu nog steeds gebruikt bij opleidingen, workshops en lezingen, als een vroeg voorbeeld van het gebruik van de computer in animatie en de ontwikkeling van een nieuwe beeldtaal. 
Nadat Wilbert Plijnaar en Piet Kroon de creatieve gelederen versterkten, groeide de studio van Comic House gedurende de jaren 90 uit tot een belangrijke producent op het gebied van 2D en 3D animatie. Samen met een aantal collega's richtte Comic House in 1994 de Society of Artists Agents Holland (SAAH) op. Deze vakorganisatie zorgde voor breed gedragen leverings- en betalingsvoorwaarden, en maakte vaste afspraken over gebruiksrechten van illustraties.
In 2000 verhuist Comic House naar Oosterbeek, waar de groep vertegenwoordigde auteurs groeit van veertig naar ruim tachtig. Comic House is daarmee een gezaghebbende partner voor bedrijven, uitgevers, reclamebureaus en de overheid en pleit vanuit die positie onverminderd voor de belangen en rechten van haar auteurs. Samen met een aantal andere beroeps- en belangenorganisaties voor beeldmakers werkte Comic House mee aan een lobby om de positie van zelfstandige auteurs te verbeteren. Dit resulteerde onder meer in het een boekje Recht op Beeld, over de toekomst van het auteursrecht, dat werd aangeboden aan de Tweede Kamer. De lobby was succesvol en leidde in 2015 tot invoering van de Wet auteurscontractenrecht (art. 25b-h Auteurswet).  In 2013 opent Comic House een tweede vestiging in Amsterdam.
Comic House werd in 2013 onderscheiden met de P. Hans Frankfurtherprijs, de jaarprijs voor bijzondere verdiensten, genoemd naar de in 1996 overleden oprichter van Het Stripschap. De onderscheiding werd op zaterdag 9 maart uitgereikt door Tamar en Arthur Frankfurther tijdens De Stripdagen in Gorinchem.

## Bekend werk van Comic House-auteurs
Tot de bekendere leden van het collectief behoren onder meer Peter de Wit, Hanco Kolk, Hein de Kort, Wilbert Plijnaar, TRIK, Kamagurka, Lectrr, Eric Heuvel, Mark Retera, en Maaike Hartjes. 
- Bekende krantenstrips als Sigmund, S1NGLE en Dirkjan
- De Doodles van Gerben Steenks op de zoekpagina van Google
- De geanimeerde kattensnoetjes uit de speelfilm Minoes
- De voorfilm bij James Bond SPECTRE in de bioscoop
- Tv-commercials voor Pepsi Cola
- Het olifantje van Intertoys
- De Kijkwijzer-pictogrammen
- De NS Railrunner
- De Smurfen-commercial van Albert Heijn
- De Superdieren-spaaracties van Albert Heijn
- Historische stripverhalen voor de Anne Frank Stichting
- Dennis de Muis voor de Stichting Proefdiervrij
- VPRO jeugdseries als Mannetje & Mannetje en Tattle Toons
- Alle 3D-karikaturen uit VARA's driedimensionale tv-soap Café de Wereld
- Alle 3D-karakters uit de tv-serie en speelfilm De Sprookjesboom van De Efteling
- Storyboards voor speelfilms als Ice Age, Jimmy Neutron, Osmosis Jones, Shrek 2, Over the Hedge, How to Train Your Dragon, Despicable Me en The Lorax.

## Prijzen en onderscheidingen
- 2013 P. Hans Frankfurtherprijs, Jaarprijs voor bijzondere verdiensten van Het Stripschap
- 2009 Effie, Effie Award Belgium
- 2008 Effie, VEA Vereniging van Communicatieadviesbureaus
- 2008 SAN Award, Stichting Adverteerdersjury Nederland
- 2005 Finalist Award (Best Short Campaign), The New York Festivals
- 2001 EMMA Television and Multimedia Award
- 1994 1st Prize Festival International du film d'Entreprise
- 1993 Finalist Award (Best 10 Second Spot), The New York Festivals
- 1993 Gold Medal (Best Non Broadcast), The New York Festivals
- 1992 ADCN Lamp, ADCN
- 1992 Effie, VEA Vereniging van Communicatieadviesbureaus
- 1992 Gouden Brief, Best Direct Mail Campaign, Stichting Esprix
- 1991 Finalist Award (Best Animation), The New York Festivals

## Lijst van aangesloten auteurs
A
- Marshall Alexander

B
- Jan Dirk Barreveld
- Jason Baskin
- Glen Baxter
- Teun Berserik
- Kees de Boer
- Marcel Bosma
- Coen Braber

C
- Pascal Campion
- Luc Cromheecke
- Reinhart Croon

D
- Matto Le D.
- Steven Degryse
- Aleks Deurloo
- Michael Dudok de Wit

E
- Max Estes
- Chris Evenhuis

F
- Michélé de Feudis

G
- Evert Geradts
- Eliane Gerrits
- Matthias Giesen
- Floor de Goede
- Mars Gremmen

H
- Maaike Hartjes
- Eric Heuvel
- Peter Hoey
- Pieter Hogenbirk

I
J
- Daan Jippes
- Michiel de Jong

K
- Kamagurka
- Gertjan Kleijne
- Peter Koch
- Alice Kok
- Hanco Kolk
- Hein de Kort
- Erik Kriek
- Henk Kuijpers

L
- Lamelos
- Thomas Langendijk
- Lectrr
- Peer Lemmers

M
- Dick Matena
- Maarten Melis
- Bert VanderMeij
- Steve Michiels

N
O
- Yuko Odawara
- Aloys Oosterwijk
- Hans van Oudenaarden
- Floris Oudshoorn

P
- Boris Peeters
- Sam Peeters
- Jordi Peters
- Wilbert Plijnaar
- Michiel van de Pol
- Pieter de Poortere

Q
R
- Hajo de Reijger
- Mark Retera
- Herman Roozen
- Joppe Rovers
- Vince Ruarus

S
- Patrick Schoenmaker
- Metin Seven
- Paul van der Steen
- Gerben Steenks
- Paul Stellingwerf
- Wim Stevenhagen
- Henk Stolker
- Schwantz

T
- Bunk Timmer
- Tommy A
- Wouter Tulp
- TRIK

U
V
- Erik Varekamp
- Jan van der Veken
- Ronald van Vemden
- Ron Verbrugge
- Ben Verhagen
- Dirk Verschure
- Willem Vleeschouwer
- Hermien Verstraeten
- Robert Vulkers

W
- Tobias Wandres
- Maarten Vande Wiele
- Sjan Weijers
- Seger van Wijk
- Arjan Wilschut
- Peter de Wit
- Menno Wittebrood

X
Y
Z
- Yi Zhao